# Spilosoma beata
Spilosoma beata là một loài bướm đêm thuộc phân họ Arctiinae, họ Erebidae.